# Анализ рыночной корзины
Анализ рыночной корзины (market basket analysis) — это поиск наиболее типичных, шаблонных покупок в супермаркетах (поиск ассоциативных правил).
Анализ рыночной корзины производится путём анализа баз данных, с целью определения комбинаций товаров, которые связаны между собой. Другими словами, выполняется обнаружение «парных товаров». В каждой такой паре один товар будет ключевым, а товар покупаемый вместе с ним — сопутствующим. Подобный анализ позволит выявить частоту покупки парных товаров, а также вероятность с которой сопутствующий товар покупается вместе с ключевым.

## Результаты использования анализа рыночной корзины
- оптимизация ассортимента товаров и запасов;
- размещение товаров в торговых залах;
- планирование промоакций (предоставление скидок на пары товаров);
- увеличение объёмов продаж за счёт продвижения сопутствующих товаров[3].

Например, в результате анализа было установлено, что совместная покупка макарон и кетчупа (пива и чипсов, шампуня и бальзама, принтера и бумаги) является шаблонной покупкой. Зная частоту покупки и вероятность, с которой сопутствующий товар покупается вместе с ключевым, можно «спровоцировать» покупателя на их совместное приобретение, поставив их рядом или прорекламировав один из них.

## Инструменты
Так как современные базы данных имеют очень большие размеры и продолжают увеличиваться, для нахождения ассоциативных правил требуются эффективные масштабируемые алгоритмы, которые позволят решить задачу за короткое время.
Первый алгоритм поиска ассоциативных правил, называвшийся AIS, был разработан в 1993 году сотрудниками исследовательского центра IBM Almaden.
На сегодняшний день основным алгоритмом, который применяется для получения ассоциативных правил, является алгоритм Аpriori, автором которого является Ракеш Агравал (Rakesh Agrawal).